# Coppa di Svizzera 2024-2025 (pallavolo femminile)
La Coppa di Svizzera 2024-2025, 61ª edizione della coppa nazionale svizzera femminile di pallavolo, si è svolta dal 2 settembre 2024 al 5 aprile 2025: al torneo hanno partecipato 123 squadre di club svizzere e la vittoria finale è andata per la quarta volta, la terza consecutiva, al Neuchâtel.

## Regolamento
- Alla competizioni sono state ammesse tutte le squadre impegnate nei campionati di livello nazionale, ossia la Lega Nazionale A, Lega Nazionale B e 1. Lega, oltre che quelle impegnate nei campionati di livello regionale, ossia la 2. Lega,la 3. Lega e la 4. Lega.
- Tutti gli incontri si svolgono in gara unica, sempre in casa della formazione di categoria più bassa, ad eccezione della finale, giocata in campo neutro; nel caso in cui due formazioni provenissero dalla stessa categoria, si gioca in casa di quella col peggior piazzamento nella stagione precedente.
- Le squadre di livello provinciale scendono in campo fin dal primo turno, quelle provenienti dalla 1. Lega debuttano al secondo turno, quelle provenienti dalla Lega Nazionale B al quinto turno e quelle provenienti dalla Lega Nazionale A agli ottavi di finale.

## Squadre partecipanti
| - Aadorf - Aarau - Academy - Allschwil - Amriswil - Andwil-Arnegg - Appenzeller Bären - Arbon - Arlesheim - Arosa - Avenches - Berg - Bösingen - Bubendorf - Bulle - Burgdorf - Bütschwil - Chênois - Cheseaux - Chur - City Volley Basilea - Colombier - Cossonay - Düdingen - Eburo - Einsiedeln - Embrach - Engelburg - Entre-deux-Lacs - Epalinges - Franches-Montagnes | - Freies Gymnasium - Friburgo - FriSpike - Gelterkinden - Genève - Gibloux - Glaronia - Goldach - Grenchen - Grosshöchstetten - Haut-Lac - Hochdorf Audacia - Horw - Hüttwilen - Jona - KJS Schaffhausen - Kanti - Kanti Baden - Köniz - Konolfingen - Kreuzlingen - Künten - La Suze - Lägern Wettingen - Lancy - Langenthal - Langnau - Laufen - Le Locle - Les Cèdres - Linth | - Los Unidos - Losanna UC - Lucerna - Lugano - Lunkhofen - Lutry-Lavaux - Merenschwand-Muri - Montreux - Münchenbuchsee - Münsingen - Muri Berna - Murten - Mutschellen - Muttenz - Neuchâtel - Neuenkirch - Novartis - OTA - Oberdiessbach - Oerlikon - Porrentruy - Rämi Zurigo - Rechthalten - Rhône - Rickenbach - Riehen - Rüschlikon - San Gallo - Satus Köniz - Schaffhausen - Seefeld Thun | - Servette - Seuzach - Sion - Sm'Aesch Pfeffingen - Smash Winterthur - Spada Academica - St. Johann - Steinen - Sursee - Thun - Toggenburg - Tornado Adliswil - Uettligen - Uni Berna - Uster - Val Terbi - Viamala Thusis - Visp - Volero Aarberg - Volero Zurigo - Volewa Wald - Welschenrohr - Wiedikon - Wil - Wittenbach - Würenlingen - Yverdon - Zelgli Aarau - Zug - Züri Unterland |

## Torneo

### Tabellone (fase finale)
|  | Ottavi di finale    | Ottavi di finale |  |             | Quarti di finale    | Quarti di finale |  |                     | Semifinali | Semifinali |  |                     | Finale    | Finale |
|  |                     |                  |  |             |                     |                  |  |                     |            |            |  |                     |           |        |
|  | Genève              | 3                |  |             |                     |                  |  |                     |            |            |  |                     |           |        |
|  | Genève              | 3                |  |             |                     |                  |  |                     |            |            |  |                     |           |        |
|  | Academy             | 1                |  |             |                     |                  |  |                     |            |            |  |                     |           |        |
|  | Academy             | 1                |  | Genève      | 1                   |                  |  |                     |            |            |  |                     |           |        |
|  |                     |                  |  | Genève      | 1                   |                  |  |                     |            |            |  |                     |           |        |
|  |                     |                  |  |             | Sm'Aesch Pfeffingen | 3                |  |                     |            |            |  |                     |           |        |
|  | Glaronia            | 1                |  |             | Sm'Aesch Pfeffingen | 3                |  |                     |            |            |  |                     |           |        |
|  | Glaronia            | 1                |  |             |                     |                  |  |                     |            |            |  |                     |           |        |
|  | Sm'Aesch Pfeffingen | 3                |  |             |                     |                  |  |                     |            |            |  |                     |           |        |
|  | Sm'Aesch Pfeffingen | 3                |  |             |                     |                  |  | Sm'Aesch Pfeffingen | 3          |            |  |                     |           |        |
|  |                     |                  |  |             |                     |                  |  | Sm'Aesch Pfeffingen | 3          |            |  |                     |           |        |
|  |                     |                  |  |             |                     |                  |  |                     | Lugano     | 2          |  |                     |           |        |
|  | Cheseaux            | 3                |  |             |                     |                  |  |                     | Lugano     | 2          |  |                     |           |        |
|  | Cheseaux            | 3                |  |             |                     |                  |  |                     |            |            |  |                     |           |        |
|  | Franches-Montagnes  | 2                |  |             |                     |                  |  |                     |            |            |  |                     |           |        |
|  | Franches-Montagnes  | 2                |  | Cheseaux    | 1                   |                  |  |                     |            |            |  |                     |           |        |
|  |                     |                  |  |             |                     |                  |  |                     |            |            |  |                     |           |        |
|  |                     |                  |  |             | Lugano              | 3                |  |                     |            |            |  |                     |           |        |
|  | Lugano              | 3                |  |             |                     |                  |  |                     |            |            |  |                     |           |        |
|  | Lugano              | 3                |  |             |                     |                  |  |                     |            |            |  |                     |           |        |
|  | Kanti               | 2                |  |             |                     |                  |  |                     |            |            |  |                     |           |        |
|  | Kanti               | 2                |  |             |                     |                  |  |                     |            |            |  | Sm'Aesch Pfeffingen | 0         |        |
|  |                     |                  |  |             |                     |                  |  |                     |            |            |  | Sm'Aesch Pfeffingen | 0         |        |
|  |                     |                  |  |             |                     |                  |  |                     |            |            |  |                     | Neuchâtel | 3      |
|  | FriSpike            | 0                |  |             |                     |                  |  |                     |            |            |  |                     | Neuchâtel | 3      |
|  | FriSpike            | 0                |  |             |                     |                  |  |                     |            |            |  |                     |           |        |
|  | Kanti Baden         | 3                |  |             |                     |                  |  |                     |            |            |  |                     |           |        |
|  | Kanti Baden         | 3                |  | Kanti Baden | 2                   |                  |  |                     |            |            |  |                     |           |        |
|  |                     |                  |  | Kanti Baden | 2                   |                  |  |                     |            |            |  |                     |           |        |
|  |                     |                  |  |             | Aarau               | 3                |  |                     |            |            |  |                     |           |        |
|  | Volero Zurigo       | 1                |  |             |                     |                  |  |                     |            |            |  |                     |           |        |
|  | Volero Zurigo       | 1                |  |             |                     |                  |  |                     |            |            |  |                     |           |        |
|  | Aarau               | 3                |  |             |                     |                  |  |                     |            |            |  |                     |           |        |
|  | Aarau               | 3                |  |             |                     |                  |  | Aarau               | 0          |            |  |                     |           |        |
|  |                     |                  |  |             |                     |                  |  | Aarau               | 0          |            |  |                     |           |        |
|  |                     |                  |  |             |                     |                  |  |                     | Neuchâtel  | 3          |  |                     |           |        |
|  | Düdingen            | 3                |  |             |                     |                  |  |                     | Neuchâtel  | 3          |  |                     |           |        |
|  | Düdingen            | 3                |  |             |                     |                  |  |                     |            |            |  |                     |           |        |
|  | Toggenburg          | 0                |  |             |                     |                  |  |                     |            |            |  |                     |           |        |
|  | Toggenburg          | 0                |  | Düdingen    | 0                   |                  |  |                     |            |            |  |                     |           |        |
|  |                     |                  |  | Düdingen    | 0                   |                  |  |                     |            |            |  |                     |           |        |
|  |                     |                  |  |             | Neuchâtel           | 3                |  |                     |            |            |  |                     |           |        |
|  | Epalinges           | 0                |  |             | Neuchâtel           | 3                |  |                     |            |            |  |                     |           |        |
|  | Epalinges           | 0                |  |             |                     |                  |  |                     |            |            |  |                     |           |        |
|  | Neuchâtel           | 3                |  |             |                     |                  |  |                     |            |            |  |                     |           |        |
|  | Neuchâtel           | 3                |  |             |                     |                  |  |                     |            |            |  |                     |           |        |

### Risultati

#### Primo turno
| 2 settembre 2024 Sporthalle Oberfeld, Langnau im Emmental Durata: ? - Spettatori: ?        | Langnau           | 2 - 3 | Welschenrohr     | 25-16, 25-20, 23-25, 15-25, 16-18 |
| 7 settembre 2024 Lycée Collège Planta, Sion Durata: ? - Spettatori: ?                      | Sion              | 0 - 3 | Les Cèdres       | 15-25, 12-25, 6-25                |
| 10 settembre 2024 DTH Engelburg, Engelburg Durata: ? - Spettatori: ?                       | Engelburg         | 0 - 3 | Wil              | 7-25, 12-25, 6-25                 |
| 10 settembre 2024 Krämeracker, Uster Durata: ? - Spettatori: ?                             | Uster             | 0 - 3 | Goldach          | 18-25, 18-25, 13-25               |
| 10 settembre 2024 Gymnasium Seefeld, Thun Durata: ? - Spettatori: ?                        | Seefeld Thun      | 1 - 3 | Bösingen         | 26-28, 23-25, 26-24, 24-26        |
| 10 settembre 2024 Compogna, Thusis Durata: ? - Spettatori: ?                               | Viamala Thusis    | 0 - 3 | OTA              | 11-25, 12-25, 19-25               |
| 15 settembre 2024 Bergli, Arbon Durata: ? - Spettatori: ?                                  | Arbon             | 0 - 3 | Andwil-Arnegg    | 16-25, 13-25, 15-25               |
| 15 settembre 2024 Mehrzweckhalle Berg, Berg Durata: ? - Spettatori: ?                      | Berg              | 0 - 3 | Arosa            | 13-25, 20-25, 9-25                |
| 15 settembre 2024 Sporthalle BBZ Mühlental, Sciaffusa Durata: ? - Spettatori: ?            | Schaffhausen      | 0 - 3 | Einsiedeln       | 20-25, 20-25, 24-26               |
| 16 settembre 2024 Burgweg, Hüttwilen Durata: ? - Spettatori: ?                             | Hüttwilen         | 0 - 3 | Tornado Adliswil | 15-25, 17-25, 12-25               |
| 17 settembre 2024 Sporthalle Wühre, Appenzell Durata: ? - Spettatori: ?                    | Appenzeller Bären | 3 - 0 | Wittenbach       | 25-19, 25-12, 25-7                |
| 17 settembre 2024 Neue Kantonsschule, Aarau Durata: ? - Spettatori: ?                      | Zelgli Aarau      | 0 - 3 | Hochdorf Audacia | 15-25, 22-25, 23-25               |
| 17 settembre 2024 Mehrzweckhalle Fahrwangen, Fahrwangen Durata: ? - Spettatori: ?          | Los Unidos        | 2 - 3 | Lägern Wettingen | 23-25, 26-24, 21-25, 25-21, 10-15 |
| 18 settembre 2024 CO Vouvry Centre, Vouvry Durata: ? - Spettatori: ?                       | Haut-Lac          | 0 - 3 | Colombier        | 17-25, 17-25, 6-25                |
| 19 settembre 2024 Alpenweg, Grosshöchstetten Durata: ? - Spettatori: ?                     | Grosshöchstetten  | 3 - 1 | Rechthalten      | 25-19, 25-27, 25-11, 25-17        |
| 19 settembre 2024 Sporthalle Elba, Wald Durata: ? - Spettatori: ?                          | Volewa Wald       | 3 - 0 | KJS Schaffhausen | 25-12, 25-10, 25-21               |
| 19 settembre 2024 Lindenfeld, Burgdorf Durata: ? - Spettatori: ?                           | Burgdorf          | 3 - 0 | Satus Köniz      | 25-14, 25-18, 25-17               |
| 19 settembre 2024 Kriegacker, Muttenz Durata: ? - Spettatori: ?                            | Muttenz           | 0 - 3 | Arlesheim        | 20-25, 21-25, 20-25               |
| 19 settembre 2024 Bachmatten, Muri Durata: ? - Spettatori: ?                               | Merenschwand-Muri | 0 - 3 | Riehen           | 18-25, 22-25, 11-25               |
| 20 settembre 2024 Breite, Bütschwil Durata: ? - Spettatori: ?                              | Bütschwil         | 1 - 3 | Rämi Zurigo      | 25-27, 25-20, 14-25, 22-25        |
| 20 settembre 2024 Collège de la Place d'Armes, Yverdon-les-Bains Durata: ? - Spettatori: ? | Eburo             | 0 - 3 | Val Terbi        | 11-25, 12-25, 8-25                |
| 22 settembre 2024 Halle des sports Sous-Ville, Avenches Durata: ? - Spettatori: ?          | Avenches          | 2 - 3 | Friburgo         | 20-25, 22-25, 25-17, 25-23, 12-15 |
| 23 settembre 2024 Sand, Schmerikon Durata: ? - Spettatori: ?                               | Linth             | 0 - 3 | Chur             | 14-25, 20-25, 15-25               |
| 24 settembre 2024 Seemättli, Muttenz Durata: ? - Spettatori: ?                             | Novartis          | 0 - 3 | Laufen           | 11-25, 15-25, 13-25               |
| 24 settembre 2024 Oberstufenschulhaus Hungerbühl, Embrach Durata: ? - Spettatori: ?        | Embrach           | 0 - 3 | Amriswil         | 15-25, 17-25, 18-25               |
| 25 settembre 2024 Sporthalle Rietacker, Seuzach Durata: ? - Spettatori: ?                  | Seuzach           | 0 - 3 | Oerlikon         | 17-25, 17-25, 23-25               |
| 25 settembre 2024 Mehrzweckhalle Hofacker, Rickenbach Durata: ? - Spettatori: ?            | Rickenbach        | 0 - 3 | Spada Academica  | 13-25, 13-25, 10-25               |
| 26 settembre 2024 Turnhalle St. Johann, Basilea Durata: ? - Spettatori: ?                  | St. Johann        | 0 - 3 | Mutschellen      | 16-25, 17-25, 5-25                |
| 26 settembre 2024 Sporthalle Hofmatt, Gelterkinden Durata: ? - Spettatori: ?               | Gelterkinden      | 3 - 0 | Allschwil        | 25-0, 25-0, 25-0                  |
| 27 settembre 2024 Ecole primaire de la Condémine, Bulle Durata: ? - Spettatori: ?          | Bulle             | 0 - 3 | Uni Berna        | 13-25, 11-25, 16-25               |
| 28 settembre 2024 Centre Sportif Sous-Moulin, Thônex Durata: ? - Spettatori: ?             | Chênois           | 1 - 3 | Cossonay         | 24-26, 25-22, 23-25, 21-25        |
| 29 settembre 2024 Horwer-Halle, Horw Durata: ? - Spettatori: ?                             | Horw              | 0 - 3 | Künten           | 12-25, 13-25, 22-25               |
| 29 settembre 2024 Centre sportif de l'Oiselier A, Porrentruy Durata: ? - Spettatori: ?     | Porrentruy        | 3 - 0 | Lancy            | 25-18, 25-12, 25-13               |
| 30 settembre 2024 Freies Gymnasium, Zurigo Durata: ? - Spettatori: ?                       | Freies Gymnasium  | 3 - 0 | Wiedikon         | 25-18, 25-21, 25-19               |
| 30 settembre 2024 Sappeten, Bubendorf Durata: ? - Spettatori: ?                            | Bubendorf         | 3 - 1 | Würenlingen      | 25-20, 25-27, 25-12, 25-17        |
| 1º ottobre 2024 Salle de la Passerelle, Yverdon-les-Bains Durata: ? - Spettatori: ?        | Yverdon           | 0 - 3 | Entre-deux-Lacs  | 14-25, 24-26, 19-25               |
| 1º ottobre 2024 Salle de la Croix-sur-Lutry, Lutry Durata: ? - Spettatori: ?               | Lutry-Lavaux      | 3 - 1 | Montreux         | 25-17, 25-14, 11-25, 25-18        |
| 3 ottobre 2024 Kantihalle, Zugo Durata: ? - Spettatori: ?                                  | Zug               | 0 - 3 | Steinen          | 14-25, 6-25, 18-25                |
| 4 ottobre 2024 Stockhorn, Konolfingen Durata: ? - Spettatori: ?                            | Konolfingen       | 1 - 3 | Langenthal       | 16-25, 23-25, 25-19, 19-25        |

#### Secondo turno
| 26 settembre 2024 Spielhalle, Bösingen Durata: ? - Spettatori: ?                     | Bösingen         | 1 - 3 | Volero Aarberg      | 28-26, 19-25, 7-25, 24-26         |
| 2 ottobre 2024 Centre scolaire des Mûriers, Colombier Durata: ? - Spettatori: ?      | Colombier        | 1 - 3 | La Suze             | 22-25, 26-24, 17-25, 15-25        |
| 3 ottobre 2024 Tellenfeld, Amriswil Durata: ? - Spettatori: ?                        | Amriswil         | 0 - 3 | Chur                | 10-25, 24-26, 23-25               |
| 6 ottobre 2024 Sporthalle ZSSW, Berna Durata: ? - Spettatori: ?                      | Uni Berna        | 0 - 3 | FriSpike            | 17-25, 8-25, 14-25                |
| 7 ottobre 2024 DH Zentrum, Grenchen Durata: ? - Spettatori: ?                        | Grenchen         | 3 - 2 | Münchenbuchsee      | 17-25, 25-21, 25-17, 17-25, 15-12 |
| 9 ottobre 2024 Salle du Pré-aux-Moines, Cossonay Durata: ? - Spettatori: ?           | Cossonay         | 1 - 3 | Epalinges           | 12-25, 12-25, 25-15, 8-25         |
| 10 ottobre 2024 Gymnasium Friedberg, Gossau Durata: ? - Spettatori: ?                | Andwil-Arnegg    | 0 - 3 | Rüschlikon          | 18-25, 11-25, 10-25               |
| 12 ottobre 2024 Sporthalle Niederholz, Riehen Durata: ? - Spettatori: ?              | Riehen           | 0 - 3 | Sursee              | 9-25, 19-25, 17-25                |
| 14 ottobre 2024 Sporthallen Guggach, Zurigo Durata: ? - Spettatori: ?                | Spada Academica  | 3 - 1 | Einsiedeln          | 25-17, 25-18, 19-25, 25-22        |
| 14 ottobre 2024 Bachfeld, Goldach Durata: ? - Spettatori: ?                          | Goldach          | 1 - 3 | Volero Zurigo       | 19-25, 25-27, 25-20, 23-25        |
| 14 ottobre 2024 MZH Dünnenhof, Welschenrohr Durata: ? - Spettatori: ?                | Welschenrohr     | 3 - 2 | Friburgo            | 25-27, 25-21, 26-24, 12-25, 15-11 |
| 14 ottobre 2024 ISB, Gümligen Durata: ? - Spettatori: ?                              | Muri Berna       | 3 - 0 | Uettligen           | 25-23, 25-14, 25-18               |
| 14 ottobre 2024 Sporthalle Elba, Wald Durata: ? - Spettatori: ?                      | Volewa Wald      | 0 - 3 | Appenzeller Bären   | 19-25, 17-25, 16-25               |
| 15 ottobre 2024 Kantonsschule Rämibühl Halle G, Zurigo Durata: ? - Spettatori: ?     | Rämi Zurigo      | 2 - 3 | Oerlikon            | 25-23, 23-25, 19-25, 25-23, 14-16 |
| 16 ottobre 2024 Mehrzweckhalle, Künten Durata: ? - Spettatori: ?                     | Künten           | 3 - 0 | Steinen             | 25-22, 25-15, 25-11               |
| 17 ottobre 2024 Turnhalle HPS, Langenthal Durata: ? - Spettatori: ?                  | Langenthal       | 2 - 3 | Murten              | 10-25, 26-24, 16-25, 25-18, 14-16 |
| 17 ottobre 2024 Hofern Oberstufenanlage, Adliswil Durata: ? - Spettatori: ?          | Tornado Adliswil | 0 - 3 | Smash Winterthur    | 21-25, 23-25, 26-28               |
| 17 ottobre 2024 Lindenfeld, Burgdorf Durata: ? - Spettatori: ?                       | Burgdorf         | 3 - 1 | Grosshöchstetten    | 28-26, 24-26, 25-20, 25-15        |
| 17 ottobre 2024 MZH Hagenbuchen, Arlesheim Durata: ? - Spettatori: ?                 | Arlesheim        | 1 - 3 | Lunkhofen           | 24-26, 18-25, 26-24, 15-25        |
| 17 ottobre 2024 Sporthalle Hofmatt, Gelterkinden Durata: ? - Spettatori: ?           | Gelterkinden     | 0 - 3 | Neuenkirch          | 14-25, 18-25, 22-25               |
| 17 ottobre 2024 Turnhalle Primarschule Serafin, Laufen Durata: ? - Spettatori: ?     | Laufen           | 3 - 0 | Hochdorf Audacia    | 25-22, 26-24, 25-22               |
| 18 ottobre 2024 Zehntenhof 2, Wettingen Durata: ? - Spettatori: ?                    | Lägern Wettingen | 0 - 3 | City Volley Basilea | 17-25, 11-25, 16-25               |
| 20 ottobre 2024 Salle Derrière-la-Ville 5, Cheseaux Durata: ? - Spettatori: ?        | Les Cèdres       | 1 - 3 | Porrentruy          | 22-25, 23-25, 25-18, 18-25        |
| 20 ottobre 2024 Collège C2T, Le Landeron Durata: ? - Spettatori: ?                   | Entre-deux-Lacs  | 0 - 3 | Losanna UC          | 20-25, 15-25, 18-25               |
| 20 ottobre 2024 Turnhalle Klosterweg, Wil Durata: ? - Spettatori: ?                  | Wil              | 0 - 3 | Freies Gymnasium    | 20-25, 22-25, 20-25               |
| 20 ottobre 2024 Grünfeld Doppelhalle West, Rapperswil-Jona Durata: ? - Spettatori: ? | Jona             | 0 - 3 | Kreuzlingen         | 22-25, 23-25, 14-25               |
| 20 ottobre 2024 Complexe scolaire, Courroux Durata: ? - Spettatori: ?                | Val Terbi        | 3 - 0 | Rhône               | 25-0, 25-0, 25-0                  |
| 20 ottobre 2024 Salle de sport Pra novi, Farvagny-le-Grand Durata: ? - Spettatori: ? | Gibloux          | 2 - 3 | Thun                | 19-25, 25-10, 27-29, 25-21, 7-15  |
| 20 ottobre 2024 Mehrzweckhalle, Arosa Durata: ? - Spettatori: ?                      | Arosa            | 2 - 3 | San Gallo           | 27-25, 25-15, 12-25, 20-25, 9-15  |
| 21 ottobre 2024 Sappeten, Bubendorf Durata: ? - Spettatori: ?                        | Bubendorf        | 1 - 3 | Mutschellen         | 16-25, 25-22, 13-25, 20-25        |

#### Terzo turno
| 22 ottobre 2024 Sportanlage Sand, Coira Durata: ? - Spettatori: ?                | Chur                | 0 - 3 | Neuenkirch      | 19-25, 22-25, 15-25               |
| 25 ottobre 2024 Sporthalle Schadau, Thun Durata: ? - Spettatori: ?               | Thun                | 3 - 1 | La Suze         | 25-20, 25-10, 13-25, 25-10        |
| 28 ottobre 2024 Gymnasium St. Antonius, Appenzell Durata: ? - Spettatori: ?      | Appenzeller Bären   | 1 - 3 | Volero Zurigo   | 12-25, 25-22, 22-25, 20-25        |
| 28 ottobre 2024 Turnhalle Bahnhofstrasse, Mellingen Durata: ? - Spettatori: ?    | Künten              | 0 - 3 | Spada Academica | 16-25, 25-27, 18-25               |
| 28 ottobre 2024 Complexe scolaire, Courroux Durata: ? - Spettatori: ?            | Val Terbi           | 0 - 3 | Münsingen       | 15-25, 17-25, 23-25               |
| 28 ottobre 2024 Gsteig, Burgdorf Durata: ? - Spettatori: ?                       | Burgdorf            | 0 - 3 | Muri Berna      | 13-25, 15-25, 22-25               |
| 29 ottobre 2024 Freies Gymnasium, Zurigo Durata: ? - Spettatori: ?               | Freies Gymnasium    | 0 - 3 | Laufen          | 13-25, 15-25, 13-25               |
| 30 ottobre 2024 Salle de sport Bois-Murat, Epalinges Durata: ? - Spettatori: ?   | Epalinges           | 3 - 0 | Volero Aarberg  | 25-16, 25-12, 25-14               |
| 30 ottobre 2024 Salle de Sport de Corsy, Lutry Durata: ? - Spettatori: ?         | Lutry-Lavaux        | 1 - 3 | Losanna UC      | 13-25, 25-17, 12-25, 20-25        |
| 31 ottobre 2024 Salle du Communal 1, Le Locle Durata: ? - Spettatori: ?          | Le Locle            | 1 - 3 | Grenchen        | 13-25, 18-25, 25-23, 17-25        |
| 31 ottobre 2024 Turnhalle Sekundarschule Feld, Thalwil Durata: ? - Spettatori: ? | OTA                 | 0 - 3 | Lunkhofen       | 10-25, 15-25, 14-25               |
| 3 novembre 2024 Turnhalle Remisberg, Kreuzlingen Durata: ? - Spettatori: ?       | Kreuzlingen         | 0 - 3 | Sursee          | 14-25, 17-25, 19-25               |
| 3 novembre 2024 Doppelturnhalle Schoren, Basilea Durata: ? - Spettatori: ?       | City Volley Basilea | 2 - 3 | San Gallo       | 26-24, 25-22, 22-25, 16-25, 14-16 |
| 3 novembre 2024 Zinzikon, Winterthur Durata: ? - Spettatori: ?                   | Smash Winterthur    | 3 - 1 | Rüschlikon      | 25-21, 22-25, 25-22, 25-23        |
| 3 novembre 2024 MZH Dünnenhof, Welschenrohr Durata: ? - Spettatori: ?            | Welschenrohr        | 0 - 3 | Porrentruy      | 10-25, 14-25, 13-25               |
| 3 novembre 2024 Turnhalle Prehl, Murten Durata: ? - Spettatori: ?                | Murten              | 0 - 3 | FriSpike        | 13-25, 21-25, 18-25               |

#### Quarto turno
| 4 novembre 2024 Schulhaus Glattpark, Opfikon Durata: ? - Spettatori: ?                | Oerlikon         | 1 - 3 | Mutschellen   | 27-25, 14-25, 23-25, 18-25        |
| 7 novembre 2024 Sporthalle Schadau, Thun Durata: ? - Spettatori: ?                    | Thun             | 0 - 3 | Epalinges     | 17-25, 18-25, 25-27               |
| 12 novembre 2024 Sporthallen Guggach, Zurigo Durata: ? - Spettatori: ?                | Spada Academica  | 0 - 3 | Volero Zurigo | 7-25, 18-25, 19-25                |
| 12 novembre 2024 Zinzikon, Winterthur Durata: ? - Spettatori: ?                       | Smash Winterthur | 2 - 3 | Sursee        | 17-25, 13-25, 26-24, 25-23, 13-15 |
| 12 novembre 2024 Turnhalle, Oberlunkhofen Durata: ? - Spettatori: ?                   | Lunkhofen        | 1 - 3 | Neuenkirch    | 28-26, 23-25, 25-27, 23-25        |
| 13 novembre 2024 Sporthalle Schlossmatt, Münsingen Durata: ? - Spettatori: ?          | Münsingen        | 3 - 0 | Muri Berna    | 25-17, 25-23, 25-18               |
| 14 novembre 2024 Centre sportif de l'Oiselier A, Porrentruy Durata: ? - Spettatori: ? | Porrentruy       | 0 - 3 | Grenchen      | 15-25, 17-25, 17-25               |
| 17 novembre 2024 Collège de Pérolles, Friburgo Durata: ? - Spettatori: ?              | FriSpike         | 3 - 1 | Losanna UC    | 25-14, 25-20, 23-25, 25-15        |

#### Quinto turno
| 27 novembre 2024 DH Zentrum, Grenchen Durata: ? - Spettatori: ?                        | Grenchen       | 3 - 2 | Sursee        | 26-24, 25-23, 20-25, 16-25, 15-12 |
| 28 novembre 2024 Sempach-Station, Neuenkirch Durata: ? - Spettatori: ?                 | Neuenkirch     | 0 - 3 | Kanti Baden   | 21-25, 12-25, 22-25               |
| 1º dicembre 2024 Doppelturnhalle Feld, Kloten Durata: ? - Spettatori: ?                | Züri Unterland | 0 - 3 | Lucerna       | 14-25, 23-25, 17-25               |
| 1º dicembre 2024 Salles Ecole des Racettes, Onex Durata: ? - Spettatori: ?             | Servette       | 0 - 3 | Aarau         | 19-25, 18-25, 17-25               |
| 1º dicembre 2024 Sporthalle Sekundarschule Laufental, Laufen Durata: ? - Spettatori: ? | Laufen         | 1 - 3 | San Gallo     | 25-23, 17-25, 17-25, 15-25        |
| 1º dicembre 2024 Sporthalle Im Birch, Zurigo Durata: ? - Spettatori: ?                 | Volero Zurigo  | 3 - 1 | Aadorf        | 25-16, 25-23, 17-25, 25-9         |
| 1º dicembre 2024 Salle de sport Bois-Murat, Epalinges Durata: ? - Spettatori: ?        | Epalinges      | 3 - 1 | Oberdiessbach | 25-17, 25-16, 19-25, 25-16        |
| 1º dicembre 2024 Sporthalle Schlossmatt, Münsingen Durata: ? - Spettatori: ?           | Münsingen      | 3 - 2 | Visp          | 17-25, 23-25, 25-22, 25-20, 15-12 |
| 1º dicembre 2024 KSM, Berikon Durata: ? - Spettatori: ?                                | Mutschellen    | 0 - 3 | Köniz         | 14-25, 18-25, 17-25               |

#### Sesto turno
| 15 dicembre 2024 Alte Kreuzbleiche, San Gallo Durata: ? - Spettatori: ?         | San Gallo     | 0 - 3 | Aarau       | 14-25, 15-25, 12-25        |
| 15 dicembre 2024 DH Zentrum, Grenchen Durata: ? - Spettatori: ?                 | Grenchen      | 0 - 3 | Kanti Baden | 21-25, 18-25, 22-25        |
| 15 dicembre 2024 Salle de la Croix-Blanche, Epalinges Durata: ? - Spettatori: ? | Epalinges     | 3 - 1 | Lucerna     | 25-12, 22-25, 25-14, 25-20 |
| 15 dicembre 2024 Collège de Pérolles, Friburgo Durata: ? - Spettatori: ?        | FriSpike      | 3 - 1 | Köniz       | 24-26, 25-22, 25-20, 25-12 |
| 15 dicembre 2024 Sporthalle Im Birch, Zurigo Durata: ? - Spettatori: ?          | Volero Zurigo | 3 - 0 | Münsingen   | 25-18, 25-18, 25-22        |

#### Ottavi di finale
| 19 gennaio 2025 Sporthalle Im Birch, Zurigo Durata: ? - Spettatori: ?          | Volero Zurigo | 1 - 3 | Aarau               | 25-23, 11-25, 15-25, 15-25        |
| 19 gennaio 2025 Palestra Palamondo, Cadempino Durata: ? - Spettatori: ?        | Lugano        | 3 - 0 | Kanti               | 25-23, 25-16, 27-25               |
| 19 gennaio 2025 Salle de la Croix-Blanche, Epalinges Durata: ? - Spettatori: ? | Epalinges     | 0 - 3 | Neuchâtel           | 13-25, 11-25, 12-25               |
| 19 gennaio 2025 Collège de Pérolles, Friburgo Durata: ? - Spettatori: ?        | FriSpike      | 0 - 3 | Kanti Baden         | 24-26, 21-25, 19-25               |
| 19 gennaio 2025 ECG Henry-Dunant, Ginevra Durata: ? - Spettatori: ?            | Genève        | 3 - 1 | Academy             | 25-12, 23-25, 25-18, 25-18        |
| 19 gennaio 2025 Sporthalle Leimacker, Düdingen Durata: ? - Spettatori: ?       | Düdingen      | 3 - 0 | Toggenburg          | 25-12, 25-17, 25-23               |
| 19 gennaio 2025 Salle Derrière-la-Ville 5, Cheseaux Durata: ? - Spettatori: ?  | Cheseaux      | 3 - 2 | Franches-Montagnes  | 19-25, 23-25, 28-26, 25-11, 15-10 |
| 19 gennaio 2025 Kantonsschule A-C, Glarona Durata: ? - Spettatori: ?           | Glaronia      | 1 - 3 | Sm'Aesch Pfeffingen | 22-25, 25-16, 14-25, 19-25        |

#### Quarti di finale
| 2 febbraio 2025 ECG Henry-Dunant, Ginevra Durata: ? - Spettatori: ?           | Genève      | 1 - 3 | Sm'Aesch Pfeffingen | 21-25, 25-19, 22-25, 21-25       |
| 2 febbraio 2025 Sporthalle Leimacker, Düdingen Durata: ? - Spettatori: ?      | Düdingen    | 0 - 3 | Neuchâtel           | 22-25, 18-25, 18-25              |
| 2 febbraio 2025 Salle Derrière-la-Ville 5, Cheseaux Durata: ? - Spettatori: ? | Cheseaux    | 1 - 3 | Lugano              | 25-22, 21-25, 14-25, 16-25       |
| 2 febbraio 2025 Kantonsschule, Baden Durata: ? - Spettatori: ?                | Kanti Baden | 2 - 3 | Aarau               | 26-28, 25-23, 20-25, 25-19, 6-15 |

#### Semifinali
| 16 febbraio 2025 MZH Löhrenacker, Aesch Durata: ? - Spettatori: ?  | Sm'Aesch Pfeffingen | 3 - 2 | Lugano    | 25-11, 21-25, 25-22, 23-25, 15-12 |
| 16 febbraio 2025 Berufsschule BSA, Aarau Durata: ? - Spettatori: ? | Aarau               | 0 - 3 | Neuchâtel | 10-25, 18-25, 25-27               |

#### Finale
| 5 aprile 2025 Axa-Arena, Winterthur Durata: ? - Spettatori: 2 000 | Sm'Aesch Pfeffingen | 0 - 3 | Neuchâtel | 16-25, 22-25, 18-25 |